# Putlocker
Putlocker es un sitio web de un servicio de alojamiento de archivos utilizado para realizar streaming de medios de entretenimiento, particularmente películas y series de televisión, de forma gratuita. El sitio web inicial se originó en el Reino Unido en 2011 y creció hasta recibir millones de visitantes diarios después del cierre de Megaupload. En mayo de 2016, el sitio web fue bloqueado en el Reino Unido por una orden del Tribunal Superior, y en su apogeo antes de un cierre temporal a fines de 2016, Alexa Internet incluyó a Putlocker entre los 250 sitios web más visitados en todo el mundo. La Motion Picture Association (MPA) ha denunciado que Putlocker supone una importante amenaza de piratería.
La dirección de dominio de Putlocker ha cambiado varias veces a lo largo de su historia, y varias URL que llevan el nombre Putlocker han sido suspendidas o confiscadas. No se sabe públicamente si un sitio web oficial de Putlocker mantenido por el equipo original sigue disponible en línea, pero se han identificado al menos cincuenta sitios web espejo o proxy, muchos de los cuales usan el nombre Putlocker. 

## Historia

### Lanzamiento y popularidad
Putlocker se originó en el Reino Unido bajo la URL putlocker.com. A principios de enero de 2012, el sitio web recibía alrededor de 800 000 visitantes al día, pero después de que el sitio web Megaupload fuera cerrado debido a una infracción de derechos de autor, Putlocker comenzó a recibir aproximadamente 1,6 millones de visitantes al día. El director de operaciones del sitio web, Adrian Petroff, encontró preocupante el cierre de Megaupload y afirmó: «¿quién necesita SOPA cuando un ejecutivo de un estudio puede hacer una lista de deseos/objetivos y los sitios se cierran 'voluntariamente'?».
En marzo de 2012, Alfred Perry, vicepresidente de protección de contenido mundial de Paramount Pictures, identificó a Putlocker como uno de los «5 principales servicios de cyberlocker fraudulentos». La URL del sitio web fue cambiada a putlocker.bz, una dirección que fue confiscada por la Unidad de Delitos contra la Propiedad Intelectual de la Policía del Reino Unido en junio de 2014, y posteriormente fue cambiada a putlocker.is, un dominio ubicado en Islandia. En India, Putlocker y sus clones han sido bloqueados desde que el sitio web ganó prominencia por primera vez en 2011, esto siguió a una orden judicial en un caso presentado por Reliance BIG Pictures, ordenando el bloqueo de sitios web de intercambio de archivos que alojaban contenido con derechos de autor.
En 2014, se informó que «Putlocker» fue una de las consultas de búsqueda de mayor tendencia en el Buscador de Google en Canadá ese año.

### 2016-presente
Desde principios de octubre de 2016, la dirección putlocker.is mostraba un error que indicaba que el servicio de alojamiento del sitio web era inaccesible. Por esa época, la Motion Picture Association (MPA, Asociación Cinematográfica de Estados Unidos) denunció a Putlocker ante la Oficina del Representante Comercial de los Estados Unidos como una amenaza de piratería. La MPA reveló que Putlocker operaba desde Vietnam y que sus servidores estaban alojados por la empresa suiza Private Layer.
Antes de su cierre, putlocker.is figuraba entre los 250 sitios web más importantes del mundo y entre los 150 más importantes de Estados Unidos, según datos de Alexa Internet. Poco después de la supuesta terminación de putlocker.is apareció un sitio espejo bajo la dirección putlocker.today, y el 17 de octubre de 2016 se informó que estaba disponible una dirección bajo el nombre putlocker9.com.
El 2 de noviembre de 2016, la dirección putlocker.is volvió a estar activa y redirigió a sus usuarios a la URL actualizada putlockers.ch. El 27 de febrero de 2017, la dirección putlockers.ch fue suspendida tras una sentencia del Tribunal de Distrito de Luxemburgo a favor de la Asociación Belga de Entretenimiento, y la propiedad del dominio fue transferida a EuroDNS. El director jurídico de EuroDNS, Luc Seufer, afirmó que EuroDNS está obligado a «impedir cualquier 'reactivación' de este nombre de dominio [putlockers.ch] hasta su fecha de expiración». Tras la confiscación de la dirección putlockers.ch, el dominio putlocker.is, utilizado anteriormente, volvió a estar operativo.
En marzo de 2017, se informó que Ted Osius, entonces embajador de los Estados Unidos en Vietnam, sostuvo una reunión con Truong Minh Tuan, ministro de Información y Comunicaciones de Vietnam, durante la cual Osius instó al procesamiento penal de Putlocker, junto con los sitios web 123Movies y KissCartoon, por infracción de derechos de autor.
No mucho después, se informó que putlocker.is, que cambió a putlockertv.is y posteriormente a putlockers.cc, redirigía a los visitantes a un sitio fraudulento. En mayo de 2017, se sabía que había al menos tres sitios de trabajo con el nombre Putlocker disponibles: putlocker.rs, con un dominio de nivel superior (TLD) serbio, putlockertv.ist, con un TLD estambulita, y putlockerhd.is, con uno islandés.
En julio de 2017, el International Business Times informó que «el 15% de los usuarios de Internet en el Reino Unido infringen derechos de autor a través de streaming o descargas ilegales, y el material de televisión pirateado se accede principalmente a través de Kodi (16%) o Putlocker (17%)». En agosto de 2017, el juez John Nicholas del Tribunal Federal de Australia ordenó a los proveedores de servicios de Internet australianos que bloquearan el acceso a 42 sitios de piratería en un caso presentado por Village Roadshow, entre los que se ordenó bloquear a Putlocker, KissCartoon y GoMovies.
En junio de 2018, Trevon Maurice Franklin de Fresno (California), se declaró culpable de violar la ley federal de derechos de autor en febrero de 2016, cuando descargó la película de superhéroes Deadpool de Putlocker y luego la subió a Facebook ocho días después de que la película se estrenara en cines en los Estados Unidos. Como resultado, la película fue vista más de 6 millones de veces de forma gratuita, y el valor total de venta al público de las copias se estima en alrededor de 2500 dólares. En octubre, Franklin fue sentenciado por un delito menor federal clase A a 24 días de detención federal seguidos de un año de libertad supervisada, incluidas 20 horas de servicio comunitario por semana.